# (1011) Laodamia
(1011) Laodamia es un asteroide perteneciente al grupo de los asteroides que cruzan la órbita de Marte descubierto por Karl Wilhelm Reinmuth desde el observatorio de Heidelberg-Königstuhl, Alemania, el 5 de enero de 1924.

## Designación y nombre
Laodamia recibió al principio la designación de 1924 PK.
Más adelante se nombró por Laodamia, un personaje de la mitología griega.

## Características orbitales
Laodamia está situado a una distancia media de 2,393 ua del Sol, pudiendo acercarse hasta 1,554 ua y alejarse hasta 3,232 ua. Tiene una excentricidad de 0,3505 y una inclinación orbital de 5,494°. Emplea en completar una órbita alrededor del Sol 1352 días.